# Кончо (Матера)
Кончо (итал. Concio) је насеље у Италији у округу Матера, региону Базиликата.
Према процени из 2011. у насељу је живело 54 становника. Насеље се налази на надморској висини од 10 м.